# The Street Profits
 (juillet 2021).
Palmarès
1 fois Champions par équipe de la Evolve 
1 fois Champions par équipe de la NXT 
1 fois Champions par équipe de Raw
1 fois Champions par équipe de SmackDown
The Street Profits est une équipe de catcheurs Face, composée d'Angelo Dawkins (né le 24 juillet 1990 à Cincinnati, Ohio) et Montez Ford (né le 31 mai 1990 à Chicago, Illinois). Ils travaillent à la World Wrestling Entertainment, dans la division SmackDown.

## Histoire du groupe

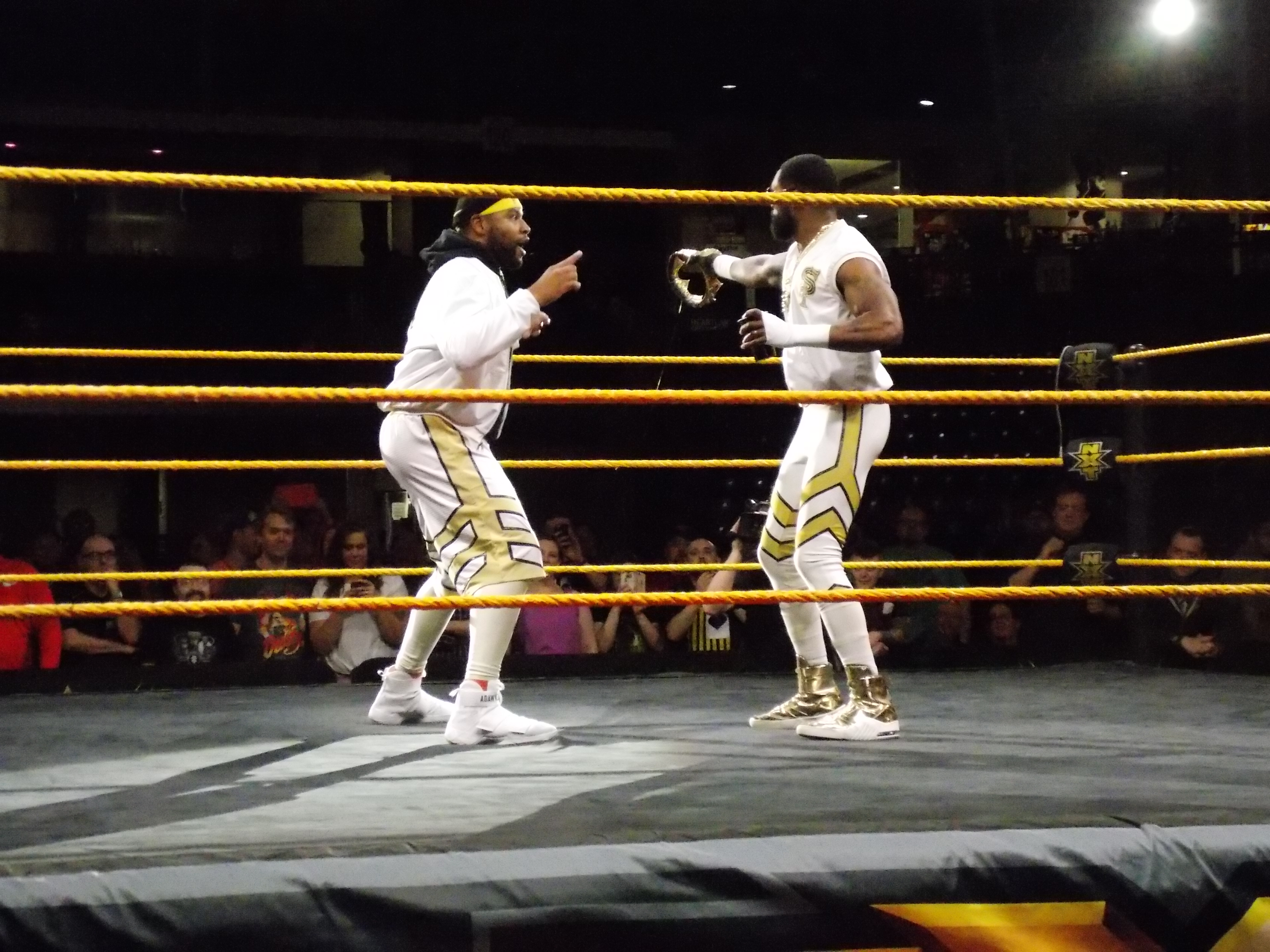
The Street Profits lors d'un événement NXT Live à Omaha, Nebraska, États-Unis, le jeudi 25 avril 2019.

### World Wrestling Entertainment (2017-2018)

#### Passage à laNXTet champions par équipes de laNXT(2016-2019)
Le 16 mars 2016 à NXT, ils effectuent leurs débuts, dans le show jaune, en battant The Hype Bros (Mojo Rawley et Zack Ryder).
Le 7 mars 2018 à NXT, ils battent Heavy Machinery (Otis et Tucker) au premier tour du Dusty Rhodes Tag Team Classic. Le 28 mars à NXT, ils perdent face à AOP en demi-finale du tournoi.
Le 20 février 2019 à NXT, ils perdent face à Moustache Mountain (Trent Seven et Tyler Bate) au premier tour du Dusty Rhodes Tag Team Classic.
Le 1er juin à NXT TakeOver: XXV, ils deviennent les nouveaux champions par équipes de la NXT en battant Oney Lorcan, Danny Burch, l'Undisputed Era (Bobby Fish et Kyle O'Reilly) et les Forgotten Sons (Steve Cutler et Wesley Blake) dans un Fatal 4-Way Tag Team Ladder Match, remportant les titres pour la première fois de leurs carrières. Le 10 août à NXT TakeOver: Toronto, ils conservent leurs titres en battant l'Undisputed Era (Bobby Fish et Kyle O'Reilly). Cinq soirs plus tard à NXT, ils ne conservent pas leurs ceintures, battus par leurs mêmes adversaires, ce qui met fin à un règne de 74 jours.

### Evolve Wrestling (2018-2019)

#### Débuts et champions par équipes de l'Evolve(2018-2019)
Lors de EVOLVE 114, ils battent Chris Dickinson et Jaka et remportent les Evolve Tag Team Championship. Lors de EVOLVE 115, ils conservent les titres contres The WorkHorsemen (Anthony Henry et JD Drake). Lors de EVOLVE 116, ils conservent les titres contres AR Fox et Leon Ruff.
Lors de Evolve 119, ils conservent les titres en battant Adrian Alanis & Leon Ruff. Lors de EVOLVE 121, ils conservent de nouveau leurs titres en battant A.R Fox et DJ Z. Lors de EVOLVE 122, Dawkins bat Eddie Kingston par disqualification. Ford perd ensuite contre J.D Drake et ne remporte pas le WWN Championship. Lors de Evolve 123, ils perdent leurs titres contre The Unwanted (Eddie Kingston et Joe Gacy).

### World Wrestling Entertainment (2019-...)

#### Draft àRawet champions par équipe deRaw(2019-2020)
Le 14 octobre à Raw, lors du Draft, ils sont annoncés être officiellement transférés au show rouge par Stephanie McMahon. Dans la même soirée, ils se font attaquer par OC dans les coulisses. La semaine suivante à Raw, ils effectuent leur premier match en battant The OC, grâce à l'aide extérieure de Kevin Owens.
Le 27 février 2020 à Super ShowDown, ils ne remportent pas les titres par équipes de Raw, battus par Seth Rollins et Murphy. Le 2 mars à Raw, ils deviennent les nouveaux champions par équipes de Raw en prenant leur revanche sur leurs mêmes adversaires, aidés par un Stunner de Kevin Owens sur le premier. Le 8 mars à Elimination Chamber, ils conservent leurs titres en rebattant leurs mêmes opposants.
Le 5 avril à WrestleMania 36, ils conservent leurs titres en battant Angel Garza et Austin Theory.
Le 23 août à SummerSlam, ils conservent leurs titres en battant Andrade et Angel Garza. Le 27 septembre à Clash of Champions, ils conservent leurs titres en battant leurs mêmes adversaires.

#### Draft àSmackDownet champions par équipes deSmackDown(2020-2021)
Le 12 octobre à Raw, lors du Draft, ils sont annoncés être officiellement transférés au show bleu par Stephanie McMahon. À la suite de cette annonce, le New Day et eux échangent leurs titres respectifs, devenant les nouveaux champions par équipes de SmackDown. Le 22 novembre aux Survivor Series, ils battent le New Day (Kofi Kingston et Xavier Woods) dans un Champions vs. Champions Tag Team Match.
Le 8 janvier 2021 à SmackDown, ils ne conservent pas leurs ceintures, battus par les Dirty Dawgs (Dolph Ziggler et Robert Roode), ce qui met fin à un règne de 88 jours. Le 12 février à SmackDown, ils effectuent leur retour, puis battent Chad Gable et Otis.
Le 9 avril à SmackDown special WrestleMania, ils ne remportent pas les titres par équipes de SmackDown, battus par les Dirty Dawgs (Dolph Ziggler et Robert Roode) dans un Fatal 4-Way Tag Team Match, qui inclut également Dominik Mysterio, Rey Mysterio, Chad Gable et Otis.
Le 26 septembre à Extreme Rules, ils ne remportent pas les titres par équipes de SmackDown, battus par les Usos.

#### Retour àRaw(2021-2023)
Le 4 octobre à Raw, lors du Draft, ils sont annoncés être officiellement transférés au show rouge par Adam Pearce. Le 21 novembre aux Survivor Series, ils ne remportent pas la Dual Brand Battle Royal, gagnée par Omos.
Le 1er janvier 2022 à Day 1, ils ne remportent pas les titres par équipes de Raw, battus par RK-Bro (Randy Orton et Riddle). 28 soirs plus tard au Royal Rumble, ils entrent dans le Men's Royal Rumble match masculin en 10e et 6e positions, mais se font éliminer par le géant nigérien après 2 et 9 minutes de match.
Le 3 avril à WrestleMania 38, ils ne remportent pas les ceintures, rebattus par leurs mêmes adversaires dans un Triple Threat Tag Team match qui inclut également Alpha Academy (Chad Gable et Otis). Après le combat, ils célèbrent avec les champions par équipe.
Le 2 juillet à Money in the Bank, ils ne remportent pas les ceintures incontestées par équipes, battus par les Usos. 28 soirs pus tard à SummerSlam, ils ne remportent pas les deux ceintures, rebattus par leurs mêmes adversaires avec Jeff Jarrett comme arbitre spécial du match. Le 3 septembre lors du pré-show à Clash at the Castle, Madcap Moss et eux battent Austin Theory et Alpha Academy dans un 6-Man Tag Team match.
Le 28 janvier 2023 au Royal Rumble, ils entrent respectivement dans le Men's Royal Rumble match en 11e et 23e positions, mais se font éliminer par Brock Lesnar et Damian Priest après 2 minutes et 44 secondes de match. Le 18 février à Elimination Chamber, Montez Ford ne remporte pas le titre des États-Unis, battu par Austin Theory dans son tout premier Men's Elimination Chamber match (éliminé par le gagnant).
Le 1er avril à WrestleMania 39, ils battent Braun Strowman et Ricochet, les Viking Raiders (Erik et Ivar) et Alpha Academy (Chad Gable et Otis) dans un Men's WrestleMania Showcase Fatal 4-Way Tag Team match.

#### Retour àSmackDownet doubles champions par équipes (2023-...)
Le 28 avril à SmackDown, lors du Draft, ils sont annoncés être officiellement transférés au show bleu par RVD.
Le 4 août à SmackDown, ils effectuent un Heel Turn, car attaquent les Brawling Brutes et les Good Brothers, pendant le match entre les deux équipes, et forment officiellement une alliance avec Bobby Lashley.
Le 7 octobre à Fastlane, les trois catcheurs perdent face à Carlito et LWO (Rey Mysterio et Santos Escobar) dans un 6-Man Tag Team match.
Le 5 janvier 2024 à SmackDown, ils effectuent un Face Turn, car se font attaquer par les AOP (Akam et Rezar), avec qui Karrion Kross et Scarlett se sont alliés officiellement.
Le 7 avril à WrestleMania XL, ils battent le Final Testament dans un Philadelphia Street Fight match.
Le 16 août, leur alliance avec The All Mighty prend fin, car ce dernier quitte officiellement la compagnie, à la suite de l'expiration de son contrat.
Le 1er février 2025 au Royal Rumble, ils font leurs retours, en tant que Heel, aident #DIY à conserver leurs ceintures face aux Motor City Machine Guns dans un 2 Out of 3 Falls match et attaquent les deux équipes après la rencontre. Le 14 mars à SmackDown, ils effectuent un Face Turn et redeviennent champions par équipes, pour la seconde fois, en battant #DIY.
Le 11 juillet à SmackDown, ils ne conservent pas leurs ceintures, battus par les Wyatt Sicks (Dexter Lumis et Joe Gacy).

## Palmarès
- Evolve Wrestling
  - 1 fois Champions par équipes de la Evolve
- World Wrestling Entertainment
  - 1 fois Champions par équipes de la NXT
  - 1 fois Champions par équipes de Raw
  - 2 fois Champions par équipes de SmackDown[53]
  - Slammy Awards[54] :
    - Tag Team of the Year (2020)
    - Breakout Star of the Year (2020)

  - 2e WWE Tag Team Triple Crown Champions

### Classements des magazines
| Membres/Années | 2016       | 2017 | 2018 | 2019 | 2020 |
| -------------- | ---------- | ---- | ---- | ---- | ---- |
| Montez Ford    | Non classé | 427  | 422  | 184  | 154  |
| Angelo Dawkins | 350        | 416  | 418  | 188  | 157  |

| Année | 2020 | 2020 | 2020 |
| ----- | ---- | ---- | ---- |
| Rang  | 5    | 5    | 5    |